# 奈狩江村
奈狩江村（なかりえむら）は、大分県東国東郡にあった村。現在の杵築市の一部にあたる。

## 地理
- 半島：国東半島
- 海洋：伊予灘

## 歴史
- 1889年（明治22年）4月1日、町村制の施行により、東国東郡横城村、奈多村、狩宿村、守江村が合併して村制施行し、奈狩江村が発足[1][2]。旧村名を継承した横城、奈多、狩宿、守江の4大字を編成[2]。
- 1903年（明治36年）守江郵便局開設[2]
- 1954年（昭和29年）3月31日、大字横城字荒巻が安岐町、西安岐町、南安岐村、西武蔵村、朝来村と合併して、安岐町を新設[3]。
- 1955年（昭和30年）4月1日、速見郡杵築町、八坂村、北杵築村と合併し、市制施行して杵築市を新設して廃止された[1][2]。

### 地名の由来
合併村のうち奈多、狩宿、守江の各一文字を組み合わせたもの。横城村の文字が加わらなかったため一時紛糾した。

## 産業
- 農業、漁業

## 交通

### 鉄道
- 1922年（大正11年）国東線（のち大分交通国東線）が開通し、灘手、守江、東守江、狩宿、奈多、北奈多に停留場を開設[2]。

### 港湾
- 守江港[2]